# Boarmia eucrypta
Boarmia eucrypta là một loài bướm đêm trong họ Geometridae.